# KK Puntamika
KK Aleta Puntamika je hrvatski košarkaški klub iz Zadra. Klub se trenutačno natječe u Prvoj muškoj ligi. Igra u dvorani 3 na Višnjiku, kapaciteta 300 mjesta.

## Povijest
Košarkaški klub "Puntamika" utemeljen je 1974. godine, a prva utakmica odigrana je na betonskom igralištu kod Ekonomske škole. Igralo se protiv KK Stanova, a momčad je tu utakmicu vodio Tomo Mičić, prvi neslužbeni trener Puntamike. Početkom 1976. pod vodstvom trenera Zdenka Užovića, klub kreće s prvim službenim natjecanjem – općinska liga zadarskog okružja. Već u prvom nastupu u općinskoj ligi "Borik" je nadmoćno osvojio prvo mjesto i u sljedećem prvenstvu stekao pravo igranja u višem razredu natjecanja, A-skupini košarkaške lige sjeverne Dalmacije. 
U sezoni 1982./83. klub je igrao u Hrvatskoj košarkaškoj ligi – južna skupina, Borik je osvojio prvo mjesto i tako prvi puta u svojoj povijesti postao prvakom Dalmacije. Iste godine osvojen je i Kup Dalmacije. Na prvenstvu Dalmacije 1983./84. opet su bili najbolji. Na sljedećem prvenstvu u sezoni 1984./85. uvršteni su u novoosnovanu jedinstvenu republičku ligu pod novim imenom "Borik – Kompas", pod kojim su nastupali dvije sezone s dosta uspjeha. Dva puta su bili juniorski prvaci Jugoslavije i jedan puta treći u Hrvatskoj. Prvi puta u Domžalama 1987., a drugi put u Zadru 1988.
Početkom 1990. godine klubu je vraćeno izvorno ime Puntamika, ustrojena je klupska škola košarke, a od sezone 1990./91. Puntamika je igrala u južnoj skupini HKL-a. U sezoni 1992./93. dobili su priznanje HKS-a za najbolje ustrojen klub, a prvenstvo završavaju na trećem mjestu. U sezoni 1994./95. Puntamika je osigurala igranje u Prvoj hrvatskoj košarkaškoj ligi i to je najveći uspjeh kluba u 35 godina postojanja.Od sezone 2009/2010 predsjednik kluba je Mirko Jošić.
Najveća pobjeda u povijesti kluba glede značaja pobjednika bila je protiv Cibone u subotu 19. ožujka 2011. Pobijedili su rezultatom 86:63. Ta je sezona ostala upamćena kao najbolja u povijesti kluba jer su Puntamičani završili na petom mjestu A-1 lige za prvaka, odmah iza velike hrvatske četvorke koja igra regionalnu ligu. Po završetku te sezone za klub je stiglo veliko priznanje u obliku pozivnice za sudjelovanjem u EurochallengeCup-u, koju je poslala FIBA Europe. No, zbog nedostatka financijskih sredstava, uprava kluba jednoglasno je odbila pozivnicu. Iduće sezone (2011./12.) KK Sonik – Puntamika igrat će samo u Prvoj hrvatskoj košarkaškoj ligi i Kupu Krešimira Ćosića.
Dana 28. listopada 2011. KK Borik – Puntamika mijenja ime u KK Sonik – Puntamika, i to nakon sponzorskog ulaska u klub poznate zadarske mreže trgovačkog lanca Sonik.

## Vanjske poveznice
- Profil na Eurobasket.com
- Povijest kluba na Zadarsport.com
- Utakmice KK Sonik Puntamike u prijenosu na Zadar.tv
- Roster 2020/21  Arhivirana inačica izvorne stranice od 20. veljače 2021. (Wayback Machine)